# Oscar Lake
Oscar Lake är en sjö i Algoma District i provinsen Ontario i den sydöstra delen av Kanada. Oscar Lake ligger 233 meter över havet. Sjön har sitt utlopp i söder och vattnet rinner till Bay Lake. Oscar Lake tillhör Blind Rivers avrinningsområde.